# Klajzenova kondenzacija
Klajzenova kondenzacija (koju ne treba mešati sa Klajzenovim preuređenjem) je reakcija formiranja ugljenik–ugljenik veze. Ona se odvija između estara, ili estra i nekog drugog karbonilnog jedinjenja, u prisustvu jake baze, što dovodi do formiranja β-keto estra ili β-diketona. Ona je dobila ime po Rainer Ludvig Laizenu, koji ju je prvi objavio 1881.

## Tipovi
Klasična Klaizenova kondenzacija, gde se samo jedan enolizabilni estar loristi.
Mišovita Klaizenova kondenzacija, gde se koristi enolizabilni estar ili keton i neenolizabilni estar.
Dikmanova kondenzacija, gde molekul sa dve estarske grupe reaguje intramolekularo formirajući ciklični β-keto estar.

## Mehanizam
| Animation zum Reaktionsmechanismus der Claisen-Kondensation |

## Literatura
- Carey, Francis A. (2006). Organic Chemistry (Sixth изд.). New York, NY: McGraw-Hill.  0-07-111562-5.

## Spoljašnje veze
- Klaizenova kondenzacija